# Prix Goya du meilleur réalisateur
Le prix Goya du meilleur réalisateur (Premio Goya a la mejor dirección) est une récompense décernée depuis 1987 par l'Academia de las artes y las ciencias cinematográficas de España au cours de la cérémonie annuelle des Goyas.

## Nominations et victoires multiples
Certains réalisateurs ont été récompensés à plusieurs reprises :
- 3 Goyas : Fernando León de Aranoa (1999, 2003 et 2022), Pedro Almodóvar (2000, 2007 et 2020), Juan Antonio Bayona (2013, 2017 et 2024) ;
- 2 Goyas : Fernando Trueba (1990 et 1993), Alejandro Amenábar (2002 et 2005), Isabel Coixet (2006 et 2018).

Parmi les réalisateurs, plusieurs furent multi-nommés (en gras, les réalisateurs lauréats) :
- 12 nominations : Pedro Almodóvar ;
- 6 nominations : Vicente Aranda, Isabel Coixet ;
- 5 nominations : Alejandro Amenábar, Icíar Bollaín, Alberto Rodríguez, Fernando Trueba ;
- 4 nominations : Juan Antonio Bayona, Álex de la Iglesia, José Luis Garci, Fernando León de Aranoa ;
- 3 nominations : Montxo Armendáriz, Aitor Arregi, Manuel Martín Cuenca, Jon Garaño, Emilio Martínez-Lázaro, Pilar Miró, Gracia Querejeta, Rodrigo Sorogoyen, David Trueba, Imanol Uribe, Benito Zambrano ;
- 2 nominations : Adolfo Aristarain, Juanma Bajo Ulloa, José Luis Cuerda, Javier Fesser, Ricardo Franco, Cesc Gay, Fernando Fernán Gómez, Isaki Lacuesta, Bigas Luna, Julio Medem, Daniel Monzón, Paula Ortiz, Carlos Saura, Carlos Vermut, Agustí Villaronga ;
- 1 nomination : Arantxa Echevarría, Pablo Berger, Salvador Calvo, Juan José Campanella, Jaime Chávarri, Rodrigo Cortés, Guillermo del Toro, Agustín Díaz, Agustín Díaz Yanes, Víctor Erice, Asghar Farhadi, Luis García Berlanga, José Luis Borau, Mateo Gil, José Mari Goenaga, Manuel Gómez Pereira, Antonio Hernández, Manuel Huerga, Óliver Laxe, Elena Martín, Antonio Mercero, Josefina Molina, Pedro Olea, Pilar Palomero, Paco Plaza, Francisco Regueiro, Jaime Rosales, Daniel Sánchez Arévalo, Carla Simón, Gonzalo Suárez, Damián Szifrón, Enrique Urbizu.

(dernière mise à jour : édition 2025)

## Palmarès

### Années 1980
- 1987 : Fernando Fernán Gómez pour El viaje a ninguna parte
  - Emilio Martínez-Lázaro pour Lulú de noche
  - Pilar Miró pour Werther
- 1988 : José Luis Garci pour Asignatura aprobada
  - Bigas Luna pour Angoisse (Angustia)
  - Vicente Aranda pour El Lute, marche ou crève (El Lute (camina o revienta))
- 1989 : Gonzalo Suárez pour Remando al viento
  - Pedro Almodóvar pour Femmes au bord de la crise de nerfs (Mujeres al borde de un ataque de nervios)
  - Ricardo Franco pour Berlín Blues
  - Antonio Mercero pour Attends-moi au ciel (Espérame en el cielo)
  - Francisco Regueiro pour Diario de invierno

### Années 1990
- 1990 : Fernando Trueba pour Le Rêve du singe fou (El sueño del mono loco)
  - Vicente Aranda pour Si te dicen que caí
  - Fernando Fernán Gómez pour El mar y el tiempo
  - Josefina Molina pour Le Marquis d'Esquilache (Esquilache)
  - Agustí Villaronga pour El niño de la luna
- 1991 : Carlos Saura pour ¡Ay, Carmela!
  - Pedro Almodóvar pour Attache-moi ! (¡Átame!)
  - Montxo Armendáriz pour Lettres d'Alou (Las cartas de Alou)
- 1992 : Vicente Aranda pour Amants (Amantes)
  - Pilar Miró pour Beltenebros
  - Imanol Uribe pour Le Roi ébahi (El rey pasmado)
- 1993 : Fernando Trueba pour Belle Époque (Belle epoque)
  - Bigas Luna pour Jambon, Jambon (Jamón jamón)
  - Pedro Olea pour Le Maître d'escrime (El maestro de esgrima)
- 1994 : Luis García Berlanga pour Todos a la cárcel
  - Vicente Aranda pour Intruso
  - Juanma Bajo Ulloa pour La madre muerta
- 1995 : Imanol Uribe pour Días contados
  - Vicente Aranda pour La pasión turca
  - José Luis Garci pour Canción de cuna
- 1996 : Álex de la Iglesia pour Le Jour de la bête (El día de la bestia)
  - Pedro Almodóvar pour La Fleur de mon secret (La flor de mi secreto)
  - Manuel Gómez Pereira pour Bouche à bouche  (Boca a boca)
- 1997 : Pilar Miró pour Le Chien du jardinier (El perro del hortelano)
  - Julio Medem pour Tiresia
  - Imanol Uribe pour Bwana
- 1998 : Ricardo Franco pour La Bonne Étoile (La buena estrella)
  - Adolfo Aristarain pour Martín (Hache)
  - Montxo Armendáriz pour Les Secrets du cœur (Secretos del corazón)
- 1999 : Fernando León de Aranoa pour Barrio
  - Alejandro Amenábar pour Ouvre les yeux (Abre los ojos)
  - José Luis Garci pour El abuelo
  - Fernando Trueba pour La Fille de tes rêves

### Années 2000
- 2000 : Pedro Almodóvar pour Tout sur ma mère (Todo sobre mi madre)
  - José Luis Cuerda pour La Langue des papillons (La lengua de las mariposas)
  - Gracia Querejeta pour Quand tu me reviendras (Cuando vuelvas a mi lado)
  - Benito Zambrano pour Solas
- 2001 : José Luis Borau pour Leo
  - Jaime Chávarri pour Besos para todos
  - Álex de la Iglesia pour Mes chers voisins (La comunidad)
  - José Luis Garci pour You're the One: una historia de entonces
- 2002 : Alejandro Amenábar pour Les Autres (Los otros)
  - Vicente Aranda pour Juana la Loca
  - Agustín Díaz pour Sans nouvelles de Dieu (Sin noticias de Dios)
  - Julio Medem pour Lucia et le Sexe (Lucía y el sexo)
- 2003 : Fernando León de Aranoa pour Les Lundis au soleil (Los lunes al sol)
  - Pedro Almodóvar pour Parle avec elle (Hable con ella)
  - Antonio Hernández pour En la ciudad sin límites
  - Emilio Martínez-Lázaro pour Un lit pour quatre (El otro lado de la cama)
- 2004 : Icíar Bollaín pour Ne dis rien (Te doy mis ojos)
  - Isabel Coixet pour Ma vie sans moi (My Life Without Me)
  - Cesc Gay pour En la ciudad
  - David Trueba pour Soldados de Salamina
- 2005 : Alejandro Amenábar pour Mar adentro
  - Pedro Almodóvar pour La Mauvaise Éducation (La mala educación)
  - Adolfo Aristarain pour Roma
  - Carlos Saura pour Le Septième Jour (El séptimo día)
- 2006 : Isabel Coixet pour The Secret Life of Words (La vida secreta de las palabras)
  - Montxo Armendáriz pour Obaba, le village du lézard vert (Obaba)
  - Alberto Rodríguez pour Les Sept Vierges (7 vírgenes)
  - Benito Zambrano pour Habana Blues
- 2007 : Pedro Almodóvar pour Volver
  - Agustín Díaz Yanes pour Capitaine Alatriste (Alatriste)
  - Manuel Huerga pour Salvador (Puig Antich)
  - Guillermo del Toro pour Le Labyrinthe de Pan (El laberinto del fauno)
- 2008 : Jaime Rosales pour La soledad
  - Icíar Bollaín pour Mataharis
  - Emilio Martínez-Lázaro pour Las 13 rosas
  - Gracia Querejeta pour Siete mesas de billar francés
- 2009 : Javier Fesser pour Camino
  - José Luis Cuerda pour Los girasoles ciegos
  - Agustín Díaz pour Venganza (Sólo quiero caminar)
  - Álex de la Iglesia pour Crimes à Oxford (The Oxford Murders)

### Années 2010
- 2010 : Daniel Monzón pour Cellule 211 (Celda 211)
  - Juan José Campanella pour Dans ses yeux (El secreto de sus ojos)
  - Alejandro Amenábar pour Agora
  - Fernando Trueba pour El baile de la Victoria
- 2011 : Agustí Villaronga pour Pain noir (Pa negre)
  - Rodrigo Cortés pour Buried
  - Álex de la Iglesia pour Balada triste (Balada triste de trompeta)
  - Icíar Bollaín pour Même la pluie (También la lluvia)
- 2012 : Enrique Urbizu pour Pas de répit pour les damnés (No habrá paz para los malvados)
  - Pedro Almodóvar pour La piel que habito
  - Mateo Gil pour Blackthorn
  - Benito Zambrano pour La voz dormida
- 2013 : Juan Antonio Bayona pour The Impossible
  - Pablo Berger pour Blancanieves
  - Alberto Rodríguez pour Groupe d'élite (Grupo 7)
  - Fernando Trueba pour L'Artiste et son modèle (El artista y la modelo)
- 2014 : David Trueba pour Vivir es fácil con los ojos cerrados
  - Gracia Querejeta pour 15 años y un día
  - Manuel Martín Cuenca pour Amours cannibales (Caníbal)
  - Daniel Sánchez Arévalo pour La gran familia española
- 2015 : Alberto Rodríguez pour La isla mínima
  - Daniel Monzón pour El Niño
  - Carlos Vermut pour La niña de fuego (Magical Girl)
  - Damián Szifrón pour Les Nouveaux Sauvages (Relatos salvajes)
- 2016 : Cesc Gay pour Truman
  - Paula Ortiz pour La novia
  - Isabel Coixet pour Personne n'attend la nuit (Nadie quiere la noche)
  - Fernando León de Aranoa pour Un jour comme un autre (A Perfect Day)
- 2017 : Juan Antonio Bayona pour Quelques minutes après minuit
  - Pedro Almodóvar pour Julieta
  - Alberto Rodríguez pour L'Homme aux mille visages
  - Rodrigo Sorogoyen pour Que Dios nos perdone
- 2018 : Isabel Coixet pour The Bookshop (La librería)
  - Aitor Arregi et Jon Garaño pour Handia
  - Manuel Martín Cuenca pour El autor
  - Paco Plaza pour Verónica
- 2019 : Rodrigo Sorogoyen pour El reino
  - Javier Fesser pour Champions (Campeones)
  - Isaki Lacuesta pour Entre dos aguas
  - Asghar Farhadi pour Everybody Knows (Todos lo saben)

### Années 2020
- 2020 : Pedro Almodóvar pour Douleur et Gloire (Dolor y gloria)
  - Alejandro Amenábar pour Lettre à Franco (Mientras dure la guerra)
  - Aitor Arregi, Jon Garaño et José Mari Goenaga pour Une vie secrète (La trinchera infinita)
  - Óliver Laxe pour Viendra le feu (O que arde)
- 2021 : Salvador Calvo pour Adú
  - Juanma Bajo Ulloa pour Baby
  - Icíar Bollaín pour Le Mariage de Rosa (La boda de Rosa)
  - Isabel Coixet pour Nieva en Benidorm
- 2022 : Fernando León de Aranoa pour El buen patrón
  - Manuel Martín Cuenca pour Les Liens du sang
  - Pedro Almodóvar pour Madres paralelas
  - Icíar Bollaín pour Les Repentis (Maixabel)
- 2023 : Rodrigo Sorogoyen pour As bestas
  - Carla Simón pour Nos soleils (Alcarràs)
  - Pilar Palomero pour La maternal
  - Carlos Vermut pour Creaturas (Mantícora)
  - Alberto Rodríguez pour Prison 77 (Modelo 77)

- 2024 : Juan Antonio Bayona pour Le Cercle des neiges (La sociedad de la nieve)
  - Víctor Erice pour Fermer les yeux (Cerrar los ojos)
  - Elena Martín pour Creatura
  - David Trueba pour Saben aquell
  - Isabel Coixet pour Un amor

- 2025 : Isaki Lacuesta et Pol Rodríguez pour Segundo premio
  - Pedro Almodóvar pour La Chambre d'à côté (La habitación de al lado)
  - Arantxa Echevarría pour La infiltrada
  - Paula Ortiz pour La Vierge rouge (La virgen roja)
  - Jon Garaño et Aitor Arregi (es) pour Marco, l'énigme d'une vie